# Kungariket Angelo-Korsika
Kungariket Angelo-Korsika var en självständig stat på ön Korsika under mitten av 1790-talet.

## Historia
Under den franska revolutionen hade Korsika bara varit den del av Frankrike i två decennier. Den korsikanska ledaren Pasquale Paoli som hade förvisats under monarkin, blev något likt en hjälte för frihet och demokrati. Han blev 1789 inbjuden till Paris där han firades stort som en hjälte.
Men Paoli splittrades från revolutionärerna i frågan om kungen och valde istället det rojalistiska partiet. Anklagad för förräderi av Nationalkonventet, självständighetsförklarade han Korsika i Corte år 1793 och utropade sig själv som president. Han begärde att skydda den brittiska regeringen, att starta krig med det revolutionerande Frankrike och föreslog att Kungariket Irland borde bli ett självständigt rike under den brittiska monarken. För Storbritannien var detta en möjlighet att säkerställa en bas vid Medelhavet. 
År 1794 skickade Storbritannien en flotta till Korsika under amiral Samuel Hood.
När Spanien gick med på Frankrikes sida insåg Storbritannien att positionen var osäker. Man drog därför tillbaka sina trupper i oktober 1796. Kronan erbjöd Paoli att avgå och återvända i exil till Storbritannien. Han hade inget alternativ, så han anslöt sig till britterna och deras reträtt. Den 19 oktober 1796 återerövrade Frankrike ön och gjorde den till ett franskt departement.